# بودي جارد (فلم إيراني)
بودي جارد أو الحارس الشخصي (بالفارسية: بادیگارد) فيلم إيراني، من إخراج إبراهيم حاتمي كيا، وبطولة برويز برستوني. تدور أحداث الفيلم حول حارس شخصي لشخصية مهمة، يتعرّض لمواقف صعبة جرَّاء طبيعة عمله الحسَّاسة، يرى فيها نفسه مضطراً للدفاع عن نفسه والمحافظة على حياته. يرى البعض في الفيلم تمجيد لقائد الحرس الثوري الإيراني قاسم سليماني.
عرض الفيلم في عيد النيروز، وسط إقبال جماهيري كبير، وأرباحاً طائلة مسجلاً مليار و35 مليون تومان خلال 12 يوم.

## القصة
يروى الفيلم قصة حارس شخصي، يدعى حيدر، لأحد الشخصيات الهامة من المسئولين، يعشق زوجته التي ينجب منها فتاة، ويتعرض المسؤول إلى حادث يجلب المشاكل إلى حارسه الشخصى، وفي النهاية يتم تعيين حيدر حارسا شخصيا لعالم نووي إيراني يدعى «ميثم»، للحفاظ على حياته من الاغتيال.

## ردود الأفعال
في أكتوبر 2016، أعلنت وكالة أنباء فارس الإيرانية أنه سيعرض في عشر دور سينما مصرية، مما أثار استهجانا واسعا داخل مصر وخارجها، خصوصاً وأن البعض ربط الأمر بتقارب مصري إيراني روسي على حساب العلاقات المصرية مع دول الخليج العربية. إلا أن الخبر نفي لاحقاً من قبل رئيس الرقابة على المصنفات الفنية خالد عبد الجليل.

## الموسيقى
تم تأليف الموسيقى التصويرية للفيلم من قبل كارين همايونفر، التي تعاونت سابقًا مع حاتمي كيا في فيلم تقرير عن احتفال.

## الجوائز
تم عرض الفيلم في قسم "سوداي سيمرغ" في مهرجان فجر السينمائي الرابع والثلاثين، وتم ترشيحه لجائزة "كريستال سيمرغ" في ست فئات. وفاز الفيلم بجائزتي "كريستال سيمرغ" لأفضل مؤثرات خاصة ميدانية، ومؤثرات بصرية خاصة، وأفضل ممثل في الدور الرئيسي، كما فاز بثلاث جوائز في مهرجان فيينا للأفلام المستقلة.
ترشح فيلم "الحارس الشخصي" لجائزة "سيمرغ" في مهرجان فجر السينمائي الرابع والثلاثين في 6 فئات: أفضل ممثل، تصوير سينمائي، موسيقى تصويرية، مؤثرات خاصة وبصرية، تسجيل صوتي، ومكياج، وحصل على جائزتي "كريستال سيمرغ" عن "أفضل ممثل" و"أفضل مؤثرات خاصة وبصرية". كما فاز الفيلم بثلاث جوائز من مهرجان فيينا السينمائي (أفضل إنجاز فني، وأفضل مخرج، وأفضل ممثل مساعد) وجائزتين من مهرجان سينما هاوس (أفضل موسيقى تصويرية وأفضل مؤثرات بصرية).

## روابط خارجية
- مقالات تستعمل روابط فنية بلا صلة مع ويكي بيانات